# Миколаївський храм (Боромля)
Миколаївський храм — четвертий храм сотенного містечка Боромля. Перша згадка датується 1696 роком.

## Загальні історичні відомості
На початку XVIII століття в Боромлі існувало шість храмів, а в 1761 р. в ній було введено духовне управління. У XVII-XVIII століттях храми будувалися лише з дерева. Вони були недовговічні, та їх часто доводилось ремонтувати, замінювати певні частини, перебудовувати. Уже в перші роки XIX століття замість дерев’яних починається будівництво кам’яних храмів. 
Церкви протягом другої половини XVII -початку XX століття відіграли велику роль у духовному житті населення. Люди йшли у храм Божий не лише спокутувати свої гріхи, які мав кожен, а й за добрим словом і за порадою. Церкви протягом тривалого часу були культурними центрами. Практично при кожній з них діяли церковно-приходські школи.
Миколаївський храм, без сумніву, існував ще до 1696 року. Йому належала особливо цінна ікона святителя Миколая, яка згодом була передана до Храму Різдва Христового.
У 1803 році храм перебудовується з дерев’яного на кам’яний і починає носити назву Різдвяного. У ньому влаштовується престол на честь Святителя Миколая.
| 1730 | 1750 | 1770 | 1790 | 1810 | 1820 |
| ---- | ---- | ---- | ---- | ---- | ---- |
| 403  | 477  | 960  | 1002 | 1246 | 1175 |

## Розташування
Миколаївський храм був розташовий біля сучасних чотирьохповерхових будинків. Орієнтир, який залишився з тих часів - криниця «журавель» біля автотраси Суми — Полтава (Н12).

## Сьогодення
Храм не зберігся до нашого часу.